# Tour de télévision de Bakou
La tour de télévision (en azéri : Azəri Televiziya Qülləsi) - est une édification de 310 m de haut à Bakou, capitale de l’Azerbaïdjan. C’est la plus haute construction en Azerbaïdjan et la 36e tour de télévision au monde d’après sa hauteur. Le projet de la tour a été préparé conformément au décret du Conseil des ministres de l’URSS et à la commande du ministère des Communications de la République d’Azerbaïdjan par l’Institut de projet d’État auprès du ministère des communications de l'URSS.
Les travaux de construction ont commencé en 1979. Selon le projet, la construction devait être achevée en 1985. Mais, pour certaines raisons, les travaux du complexe ont été arrêtés. La construction de la tour a été reprise en 1993, et la cérémonie officielle d’inauguration du complexe s'est tenue en 1996.
En 2008, la reconstruction a été réalisée sur la tour : un restaurant panoramique tournant a été ouvert au 62e étage à la hauteur de 175 m,,.